# Atemptat del Petit-Clamart
L'atemptat del Petit-Clamart, designat pels seus autors sota el nom d'operació Charlotte Corday, fou l'acció d'un grup (OAS-Métropole / OAS-CNR) dirigit pel tinent coronel Jean Bastien-Thiry, amb l'objectiu d'assassinar al general de Gaulle, president de la República francesa, el 22 d'agost de 1962 a Clamart (aleshores al departament del Sena).

## Operació Charlotte Corday
El paral·lelisme entre la lluita clandestina de l'OAS contra el president de Gaulle a París i l'assassinat de Marat per Charlotte Corday indica alhora l'elecció del nom en clau de l'operació, com la seva naturalesa. (és a dir, un assassinat polític). De fet, el 16 d'abril de 2005, Lajos Marton dit "l'anglès", un dels membres del comando del Petit-Clamart, va declarar durant el programa de televisió Tout le monde en parle: « Va ser al març de 1962 quan Max, àlies Alain de La Tocnaye, el tinent que era el nostre cap, hi havia una gran taula amb cotxes petits i ja, quan ens va anunciar l'operació Charlotte Corday, algú que conegui la història de França... Charlotte Corday no va anar a caçar mosques.».
Amb motiu del judici contra els autors de l'atemptat, el general Alain de Boissieu, gendre de De Gaulle, després d'haver enumerat els "motius" de la tortura de Jean-Bastien-Thiry, afirma que l'atemptat va ser "teleguiat" per "cercles polítics" sense relació amb l'OEA i el CNR. En la seva biografia dedicada al general de Gaulle, Jean Lacouture creu que, després de la proclamació de la independència d'Algèria el 3 de juliol de 1962, l'OAS ja no està en l'origen dels intents d'atemptar contra el president de la República: "Després de la irreparable realització [la dissociació de França i Algèria], la mà passarà als homes que es comporten com a exterminadors, instruments de justícia divina, com Bastien-Thiry o executors de la venjança del poble pied-noir com Georges Watin.
Tanmateix, el propi Bastien-Thiry durant la seva declaració al judici evoca raons humanitàries per justificar la seva actuació: segons ell, l'imperatiu era aturar la massacre dels harkis que es va mantenir fidels a França, massacre que va tenir lloc en total violació dels acords d'Evian, i dels quals, segons ell, de Gaulle en va ser directament responsable: "Els nostres motius d'acció estan relacionats amb les conseqüències del terrorífic drama humà i nacional que, arran dels esdeveniments ocorreguts a Algèria des de fa gairebé cinc anys ha posat i continua posant en joc la llibertat, els béns i la vida de molts francesos; després d'haver posat en joc l'existència mateixa, com a tal, de les col·lectivitats nacionals en el seu conjunt i l'existència mateixa del principi d'unitat nacional". L'atac també tenia una dimensió religiosa, el catòlic tradicional Bastien-Thiry assimilant un tiranicidi i invocant a Sant Tomàs d'Aquino en suport.
Durant la segona part del judici, i seguint els consells dels seus advocats, Bastien-Thiry va negar qualsevol intent d'assassinat a favor d'una temptativa de segrest a la vista d'un judici pel tribunal del CNR.

## L'OAS contra de Gaulle
Els diversos motius i participacions de l'operació Charlotte Corday, així com les seves repercussions (l'afer Bastien-Thiry) només es poden entendre en el context particular dels esdeveniments que la van precedir, sobretot un intent d'assassinat anterior a Pont-sur-Seine el 8 de setembre de 1961. Per diverses raons, l'operació prevista es va ajornar fins a l'agost de 1962.
El 5 de juliol de 1962, la República francesa dirigida per Charles de Gaulle va reconèixer la independència d'Algèria d'una banda arran dels acords d'Evian establint l'alto del foc i, d'altra banda, després del resultat de dos referèndums, organitzats a la França metropolitana i a Algèria, sobre l'autodeterminació d'Algèria. La guerra d'Algèria acaba amb la repatriació d'un milió de pied-noirs, d'origen europeu i jueus sefardites, fugint dels abusos provocats pel rebuig de les garanties dels acords d'Evian, sobretot després de la massacre d'Orà.
I tanmateix, al maig de 1958 a Alger es va dur a terme un cop de força dirigit conjuntament per Pierre Lagaillarde, diputat d'Alger (poujadista) i oficial paracaigudista a la reserva, el general Raoul Salan (comandant de les forces armades franceses a Algèria), Edmond Jouhaud (força aèria), Jean Gracieux (10è DP), l'almirall Auboyneau (marina nacional) amb el suport de la 10a Divisió Paracaigudista del general Massu (victoriós de la decisiva batalla d'Alger l'any anterior) i la complicitat activa dels aliats de Jacques Soustelle. El seu propòsit era permetre el retorn al poder del general Charles de Gaulle que aleshores era retirat. De fet, els partidaris del general de Gaulle apostaven per un canvi radical en la política governamental basada en el manteniment de la integritat del territori republicà i, per tant, en la continuació de la política de "pacificació" als departaments francesos d'Algèria des de 1954.
Després de tranquil·litzar una multitud gaullista "europea" (Pied-noirs i jueus sefardites) i "musulmans" (harkis i moghaznis) confraternitzant a Alger el 4 de juny de 1958, per un històric « Je vous ai compris » seguit d'un unívoc « Vive l'Algérie française » a Mostaganem, Charles de Gaulle va esdevenir el president de la República el 1959, però es va comprometre a completar la política de descolonització que ja havia iniciat el 1943 amb el Líban i Síria durant la seva campanya de reunió de colònies a la França Lliure per tal d'alliberar la pròpia França metropolitana ocupada per l'Alemanya nazi. Més tard, el 2 d'octubre de 1958, de Gaulle va concedir la independència a Guinea després del rebuig de la nova constitució per part d'aquesta.
Quan, el 16 de setembre de 1959, el president de Gaulle va utilitzar per primera vegada el terme "autodeterminació" sobre allò que encara es troba als mitjans de comunicació només "l'afer algerià", van començar a aparèixer algunes veus de consternació per fer-se entendre entre alguns gaullistes a Algèria i la metròpoli. Els contestataris van interpretar el canvi polític del cap de l'Estat, que ells mateixos havien ajudat a portar al poder, com a "traïció".
Finalment uns mesos després, el 24 de gener de 1960, els defensors més extremistes del manteniment de la integritat del territori republicà van establir un estat de setge a la capital algeriana, aleshores la segona "ciutat de França", ja que comptava amb un milió de habitants d'ascendència europea, en el qual es convertiria en la setmana de les barricades. Després de les declaracions al diari Süddeutsche Zeitung d'Alemanya Occidental que deixava perplex al cap de l'Estat sobre la lleialtat que li concedia el general Massu, substituint ara Salan al capdavant de l'exèrcit d'Algèria, de seguida va ser traslladat a la metròpoli. Posteriorment Massu serà assignat a la zona d'ocupació de la RFA a Baden-Baden, des d'on assumirà un paper històric el maig de 1968. Va ser la marxa d'aquell que havia permès el "putsch gaullista" de 1958 el que va servir de desencadenant d'allò que els mitjans de comunicació van descriure com "els esdeveniments d'Alger".
Pierre Lagaillarde va prendre el lideratge de les operacions d'insurrecció, sent el comandament militar assegurat pel coronel Garde. Els civils se solidaritzaren amb el fet, però, per sorpresa dels insurrectes, el general Crépin, substitut de Massu, es va mantenir fidel al deure de reserva de l'exèrcit i no va confraternitzar amb ells. Aïllat, Lagaillarde fou fet presoner amb el seu superior després d'un setge d'una setmana. Va ser enviat a França per respondre per les seves accions.
El 1960, Lagaillarde va aprofitar la seva llibertat condicional per evadir-se i es va exiliar a Madrid. Va ser el febrer de 1961, arran d'un acord amb Raoul Salan, que també va passar a la clandestinitat, es va crear l'Organització de l'Armada Secreta.

Emblema de l'OAS

Una part de la població dita « d'arrel europea, » els pieds-noirs que, paradoxalment, no havia estat consultada durant el primer referèndum, es va negar a abandonar la seva terra natal, fins i tot ancestral per a algunes famílies. Es va unir als "maquis" de l'OEA, un dels més coneguts era el de l'Ouarsenis.
A l'abril del 1961, després del fracàs del cop dels generals que aquesta vegada tenia com a objectiu enderrocar de Gaulle, ja que aquest últim liderava converses amb una delegació d'independentistes, i substituir la seva autoritat per una junta militar, l'OAS va multiplicar la seva operacions clandestines.
Aquestes accions més radicals d'assassinat polític i terrorisme es van dur a terme tant als departaments francesos d'Algèria com a França, l'OEA amb una sucursal "Metro" pels «comandos Delta».
A Espanya, Pierre Lagaillarde – encara fugitiu – es va reunir amb els coronels Charles Lacheroy (co-creador des CIPCG amb Salan) i Antoine Argoud, membre clau del cop dels generala a la metròpoli, al capdavant de la branca dissident OAS-Madrid que es va oposar al comandament de Salan defensant un comitè de direcció que coordinés les operacions des de l'estranger. Però Lagaillarde va ser arrestat per la guàrdia civil i sotmès a arrest domiciliari l'octubre de 1961.
El 20 de maig de 1962 a Itàlia, Georges Bidault, antic ministre d'Afers Exteriors del GPRF durant la guerra d'Indoxina, va ser elegit president del Consell Nacional de Resistència (creat el 1962 per a la defensa d'Algèria francesa) pel comitè executiu, que comprenia, entre d'altres, Jacques Soustelle (també ministre del GPRF) i el coronel Antoine Argoud. El títol feia referència a la resistència a l'ocupació alemanya durant la Segona Guerra Mundial, en la Bidault tenia el càrrec de president del CNR (federat per tots els moviments de la Resistència) després de Jean Moulin el 1943.
Pretenia, entre altres coses, intentar posar fi a el qual ell considerava l'immobilisme de França davant la persecució dels harkis i francesos d'Algèria per part dels algerians aliats al FLN (la massacre d'aquestes poblacions es va produir després dels acords d'Evian del 18 de març de 1962, sense que l'exèrcit francès estigués autoritzat a protegir-los), raó per la qual Bastien-Thiry desenvolupa l'operació Charlotte Corday l'agost de 1962, segons ell, sota l'ègida de CNR.

## Atemptat del Petit-Clamart
Bastien-Thiry fou secundat per un altre metropolità, Alain de La Tocnaye, qui considera de Gaulle com un « criptocomunista » de la mateixa manera que els hongaresos László Varga, Lajos Marton i Gyula Sári, també ferotgement anticomunistes. La resta del comando és compost de metropolitans i de pied-noirs. Aquests últims tenen la intenció de venjar els abusos comesos contra la seva comunitat, inclòs el tiroteig del carrer d'Isly (80 morts i 200 ferits civils), així com la pèrdua de l'Algèria francesa.

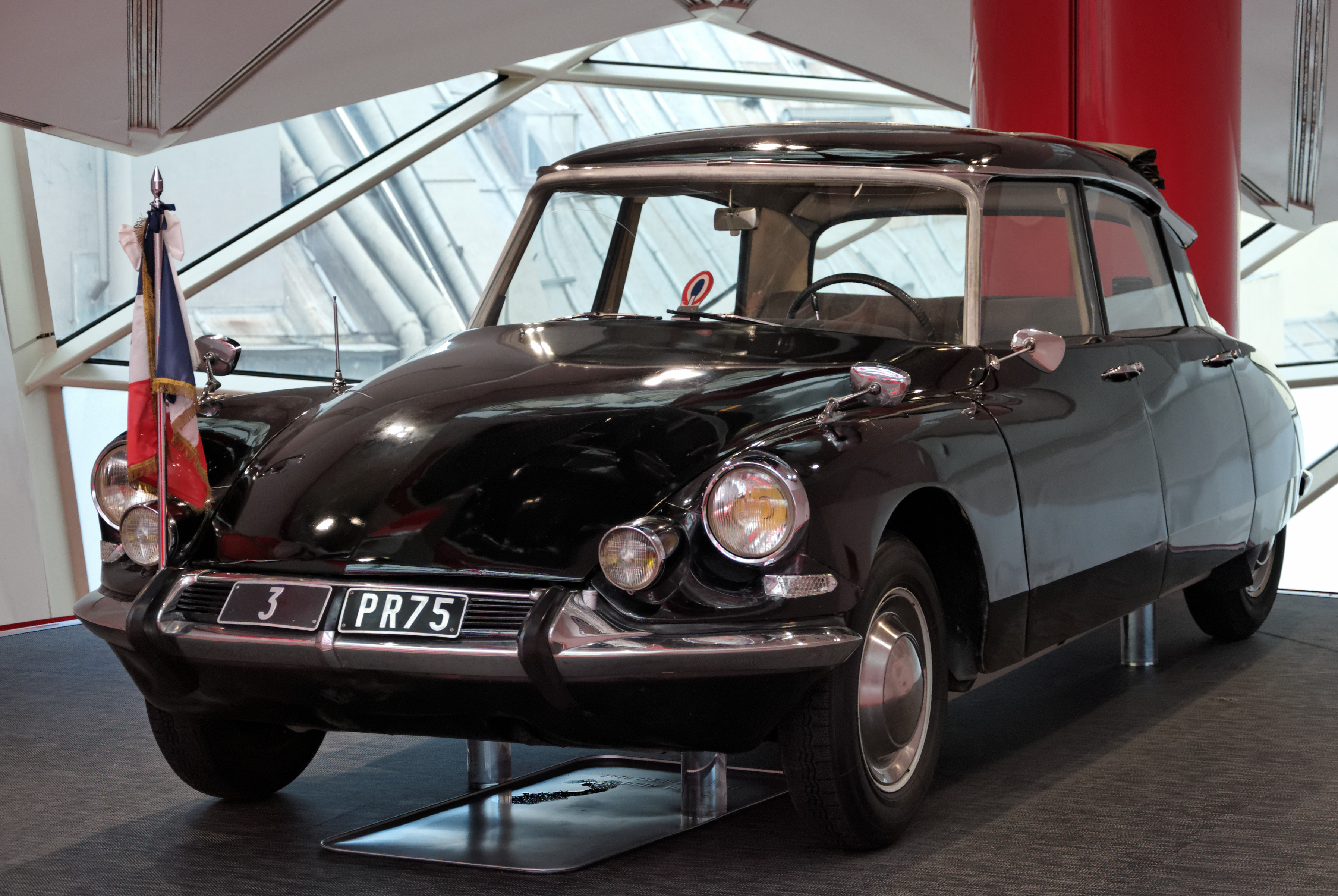
Una DS presidencial de 1963 exposada el 3 de juliol de 1962 a Paris, en 2012.

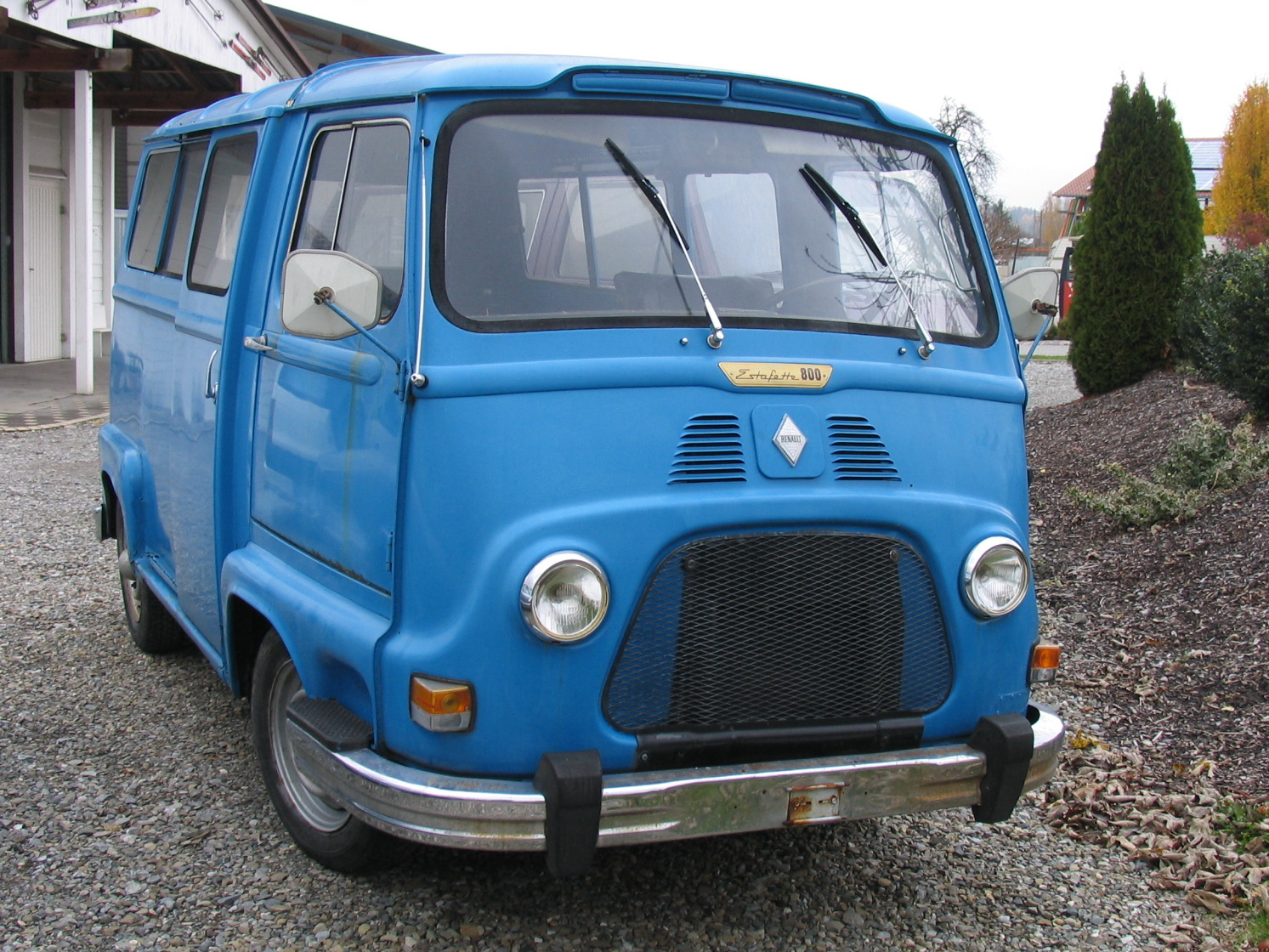
Renault Estafette

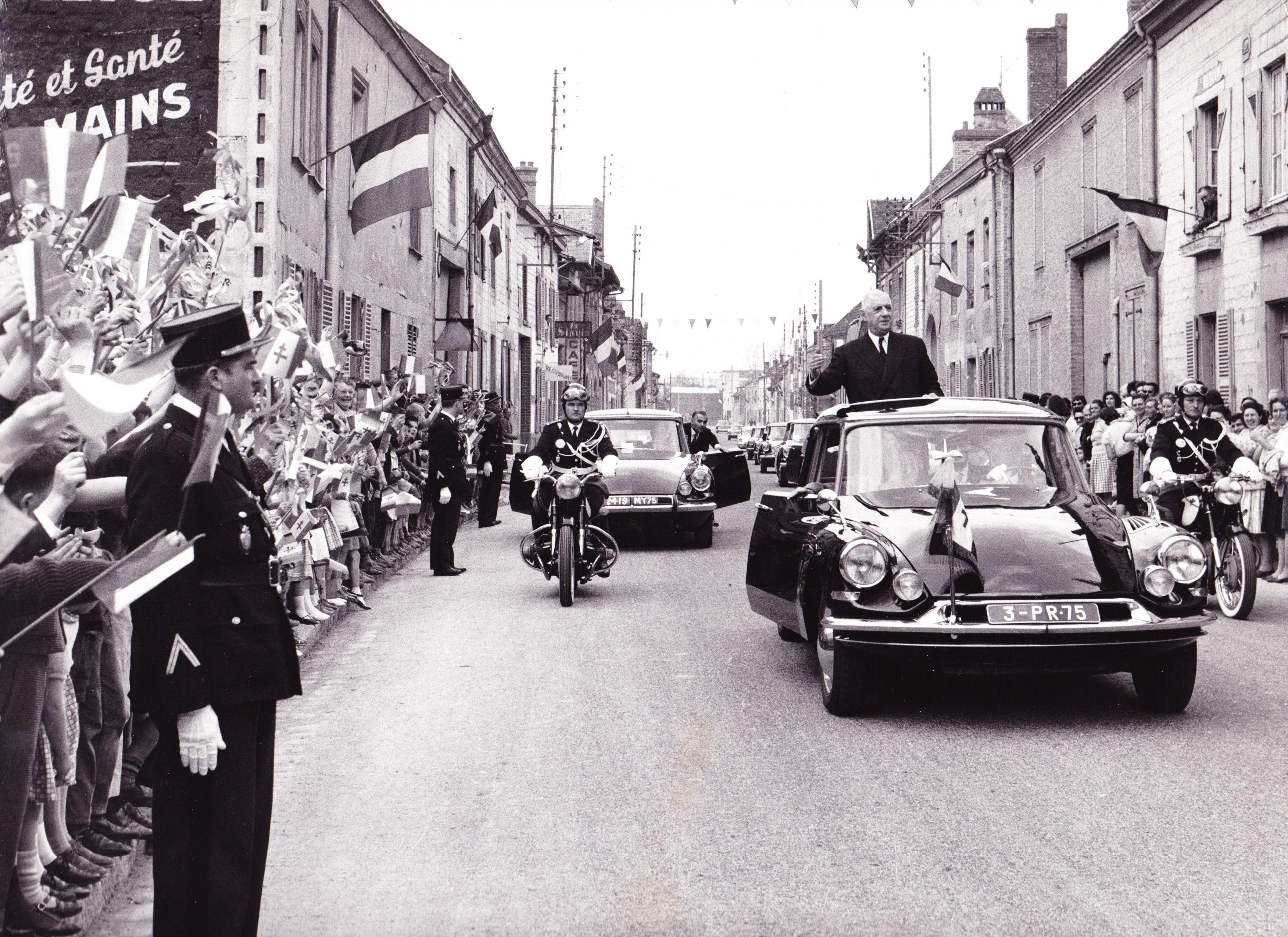
De Gaulle travessant una vila francesa, en 1963.

El 22 d'agost de 1962, cap a les 19:45, dos Citroën DS 19 escortats per dos motoristes (Robert Herry i Marcel Ehrman), abandonen el palau de l'Elisi per portar el general i la seva esposa a la base aèria 107 de Villacoublay, on han d'agafar un avió del GLAM a Saint-Dizier per anar a la muntanya i després per la carretera Colombey-les-Deux-Églises. A bord del segon cotxe hi ha De Gaulle, que torna d'un Consell de Ministres i la seva dona Yvonne; el coronel Alain de Boissieu, gendre i ajudant de camp del president, es troba al costat del conductor, el gendarme Francis Marroux. En el segon DS conduït pel brigadier de policia René Casselin, hi ha el comissari de policia Henri Puissant, un dels guàrdies de corps del general, Henri Djouder i el metge militar Jean-Denis Degos.
Després de sortis de París per la porta de Châtillon, la comitiva pren la carretera nacional 306 (actual D 906 i denominada després "Avinguda del General de Gaulle") i es dirigeix cap a Vélizy-Villacoublay on espera l'avió presidencial. Arriba a les 20:20 a la intersecció dels carrers Charles Debry, RN 306 i la rue des Bois, uns tres-cents metres abans de la rotonda de Petit-Clamart, on el comando Bastien-Thiry resta amagat a l'espera.
El comando, de tipus militar consta de dotze home equipats d'armes automàtiques, d'explosius i de quatre vehicles. Bastien-Thiry s'amaga abans de la rotonda, en un Simca 1000, on dona el senyal fent agitar un diari. Cinc homes són en un Renault Estafette groc (Buisines, Varga, Sári, Bernier i Marton), equipats amb fusells metralladors; La Tocnaye és a bord d'un ID 19, amb Georges Watin i Prévost, equipats amb metralletes; una camioneta Peugeot 403, en la qual s'amaguen Condé, Magade i Bertin, igualment equipats amb armes automàtiques, és a la reserva. La potència de foc d'aquest comando és considerable: van disparar 187 bales, de les que 14 van impactar en el DS17 presidencial.
El comando obre foc al DS presidencial, els pneumàtics davanters del vehicle són impactats. Georges Watin dispara una ràfaga de MAT 49 a la part posterior del cotxe on s'asseuen de Gaulle i la seva dona. Es trenca finestra posterior, al costat de De Gaulle Després de l'assalt, Boissieu crida in extremis als de Gaulle perquè s'ajupin, cosa que impedeix que els toquin. De Gaulle relata que el seu gendre li va dir que s'amagués, dient: "A terra, pare!" Boissieu ordena accelerar al conductor, Francis Marroux (el mateix conductor va pilotar el DS 19 presidencial el 8 de setembre de 1961, durant l'atemptat de Pont-sur-Seine), cosa que aconsegueix, malgrat l'estat del cotxe i el terra humit aconsegueix arribar ràpidament al camp d'aviació de Vélizy-Villacoublay. De les 187 bales disparades pel comando, s'identifiquen 14 impactes a la DS inclosa una al seient del passatger davanter on hi havia asseguts Boissieu i altres fins a les cares de la senyora de Gaulle i el general. Al voltant del lloc de l'atemptat, diverses botigues estan impactades amb forats de bala. Adonant-se del fracàs de l'atac, Gérard Buisines intenta esperonar el DS amb l'Estafette mentre que al seu costat Alain de La Tocnaye, més enllà de la porta, intenta metrallar el DS.
A l'arribada a la Base aèria 107 Villacoublay el general va dir a qui els va saludar: "Aquesta vegada ha estat tangent.". Per a sorpresa de les forces de seguretat que els emmarquen, Yvonne de Gaulle va pronunciar aquesta frase, que es va fer famosa "Espero que al pollastre no li hagi passat res", perquè no es referia als policies, sinó a l'aviram de gelea comprat a Fauchon i transportada al maleter de la DS. El Général va xiuxiuejar a l'orella de la seva dona, asseguda al seu costat a l'avió d'esquena "Vous êtes brave, Yvonne".
Durant l'atac un Panhard que viatjava a l'altre sentit de la calçada i en el qual es trobava una parella i els seus tres fills rep els trets dels tiradors. El conductor, M. Fillon, ha resultat lleugerament ferit en un dit.
Segons alguns autors, com Jean-Pax Méfret, i el membre del comando Lajos Marton, els conspiradors haurien beneficiat d'un suport secret dins de l'Elisi, el del comissari Jacques Cantelaube. Aquest últim, inspector general de policia i director de seguretat del president, va dimitir una mica abans de l'atemptat. Tenia antipatia cap a l'home de qui en tenia encarregada la seva protecció a causa de la seva posició sobre Algèria des de 1959. Aquestes complicitats haurien permès Bastien-Thiry conèixer la matriculació del DS, la composició de la comitiva, així com les diferents rutes realitzades, inclosa una escollida al darrer moment com a mesura de seguretat. Segons Jean Lacouture: 
| « | […] gràcies a les informacions, va dir el líder dels conspiradors, d'un "talp" que tenia a l'Eliseu: però les infinites suposicions fetes sobre aquest tema no han produït cap informació seriosa. Sembla que Bastien-Thiry, en aquest nivell, d'havia esvaït, per frenar o dividir la comitiva del general. De fet, confiava en les trucades telefòniques dels vigilants del voltant de l'Eliseu, incloses les d'un tal "Pierre", tan aviat com s'havia planificat un viatge pel cap de l'Estat. | » |

En 2015 Lajos Marton també va tornar a posar en marxa la hipòtesi de la implicació del llavors ministre d'Hisenda, Valéry Giscard d'Estaing, qui sota el nom codificat « B12 » hauria informat l'OAS dels desplaçaments del cap d'Estat. · 

## Interpel·lacions, judicis i veredictes
La nit del 22 d'agost es va llançar una gegantina cacera a l'home per trobar els autors de l'atac. La investigació es va dirigir primer a l'Estafette groga, diversos testimonis declararen que entre els seus tres ocupants, hi havia un discordant: la policia va pensar a reconèixer l'enginyer Watin, dit "el coix", membre de l'OAS, però no van arribar a capturar-lo. Dos homes van ser detinguts per casualitat en un punt de control de la gendarmeria de Tain-l'Hermitage. Entre aquests dos homes, un desertor que es jactava, "Sóc de l'OAS". Transferit primer al servei regional de la policia judicial de Lió, va confiar al comissari Geneston que formava part del comando. Després, traslladat a París, continuà la seva confessió, donant al comissari Bouvier tots els noms o sobrenoms dels conspiradors que coneixia.
Al cap de quinze dies, uns quinze sospitosos van ser arrestats pels homes del comissari divisional Bouvier, mentre que alguns d'ells van desenvolupar una nova operació contra de Gaulle. L'última detenció, la més espectacular, va ser la de Bastien-Thiry el 15 de setembre, deixant la seva casa a Bourg-la-Reine.
El judici es va celebrar al fort de Vincennes. A la primera sessió, nou acusats van comparèixer davant el Tribunal Militar de Justícia del 28 de gener de 1963: Jean-Marie Bastien-Thiry defensat per Jean-Louis Tixier-Vignancour, Alain de La Tocnaye, Pascal Bertin, Gérard Buisines, Alphonse Constantin, Étienne Ducasse, Pierre-Henri Magade, Jacques Prévost i László Varga. Els altres sis acusats van ser jutjats en contumàcia; els absents, en fugida, eren Serge Bernier, Louis de Condé, Gyula Sári, Lajos Marton, Jean-Pierre Naudin, i Georges Watin. Aquest últim va fugir a Suïssa on va ser arrestat el gener de 1964 i retingut a la presó en secreat per escapar de la policia francesa. Allà va conèixer Marcel Boillat. Se li van proporcionar papers falsos i va anar a Amèrica del Sud. Va morir al Paraguai el 1994. Tots els acusats van ser acusats de temptativa d'homicidi voluntari amb emboscada i d'atemptar a l'autoritat de l'Estat amb l'ús d'armes.
Aquest Tribunal Militar de Justícia, però, havia estat declarat il·legal per la sentència del Consell d'Estat del 19 d'octubre de 1962, ja que incomplia els principis generals de dret, en particular per l'absència de cap recurs contra les seves decisions. Tot i això, De Gaulle va perllongar l'existència d'aquest jutjat per aquest assumpte. De fet, en llegir la decisió del Consell d'Estat del divendres, 19 d'octubre de 1962, en referència a l'ordre presidencial de l'1 de juny de 1962 de la constitució del Tribunal Militar de Justícia, va declarar: 
| « | Considerant que no resulta pas de la instrucció que, atesa la importància i la gravetat de les infraccions que l'ordre impugnada aporta als principis generals del dret penal, en particular pel que fa al procediment que s'hi estableix i l'exclusió de cap recurs, la creació d'un tribunal tan excepcional era necessària per l'aplicació de les Declaracions governamentals de 19 de març de 1962; per tant, els sol·licitants estan justificats en afirmar que aquesta ordre, que supera els límits de la delegació atorgada per l'article 2 de la Llei del 13 d'abril de 1962, està viciada per il·legalitat; que cal, doncs, pronunciar la seva anul·lació. | » |

Tanmateix, aquesta Cort, que havia de ser substituïda per un altre tribunal excepcional, la Cour de sûreté de l'État, es va ampliar per la Llei del 20 de febrer de 19634.
El 4 de març es va acabar la instrucció de càrrecs contra l'oficial Bastien-Thiry, el Tribunal Militar de Justícia el va declarar culpable de planificar i orquestrar l'operació Charlotte Corday.
Jutjats com a simples executors, els tiradors van ser condemnats a diversos penes de presó, però el 1968 es van beneficiar de l'indult presidencial. Però Jean-Marie Bastien-Thiry, Alain de la Tocnaye i Jacques Prévost, defensat per Jacques Isorni foren condemnats a mort. Dos dels condemnats van ser indultats; només Bastien-Thiry va ser executat, afusellat al fort d'Ivry l'11 de març de 1963. Els cinc acusats absents van ser condemnats en contumàcia a mort o empresonament i es van beneficiar, molt després, de l'indult presidencial.
Condemnat a la pena capital per conspiració contra la seguretat de l'estat i intent d'assassinat contra el president de la República, el fet d'haver amenaçat la vida d'una dona hauria estat una causa agreujant als ulls de De Gaulle. El tinent coronel Bastien-Thiry fou passat per les armes per un escamot militar al fort d'Ivry, l'11 de març 1963 a l'alba. Tenia 35 anys i va deixar una vídua i tres orfes. Es manté com el darrer condemnat a mort afusellat a França.

## L'afer Bastien-Thiry
El 2 de febrer de 1963, arran de les breus declaracions dels seus coacusats presents al judici, el principal acusat de l'operació Charlotte Corday, Jean Bastien-Thiry, va demanar un discurs de legítima defensa per absoldre'l a ell i els seus camarades, i carregar contra els "homes de poder" i sobretot contra els més poderosos d'ells, de manera que el seu advocat i futur candidat a la presidència Jean-Louis Tixier-Vignancour el va sobrenomenar "el Príncep".
Constituent de « l'afer Bastien-Thiry, » la declaració del coronel, que René Wittmann ba publicar en una edició confidencial el 20 de febrer de 1963 i de la qual la Serp va publicar una sèrie de 33 revolucions el mateix any, va començar amb aquestes paraules:
| « | L'acció de la que en responem ara és excepcional i us demanem que cregueu que només raons d'un caràcter tan excepcional ens podrien haver portat a emprendre-la. No som feixistes ni facciosos, sinó francesos nacionals, francesos d'origen o francesos de cor. Van ser les desgràcies del nostre país les que ens han portat a aquests bancs. | » |

Pel que representa i per la naturalesa de la declaració de Bastien-Thiry, aquest judici es viurà en aquell moment com el de l'OAS i, fins a cert punt, el de la guerra d'Algèria. Va inspirar molts llibres des dels anys seixanta fins a l'actualitat, ja siguin crítiques amb la pena de mort, l'opinió pública francesa n'era en la seva majoria desfavorable, la família del condemnat treballa per la seva rehabilitació a través del "cercle Bastien-Thiry", o amb contra enquestes; a Bastien-Thiry : jusqu'au bout de l'Algérie française, el gran reporter Jean-Pax Méfret es pregunta:
| « | Com un home, dotat de profundes conviccions catòliques i d'un bagatge cultural superior, ha pogut arribar a això? | » |

A la premsa nacional, les reaccions a l'"afer Bastien-Thiry", que desemboca tant en l'última execució política a França com en l'últim afusellat, no van trigar a arribar. El notable de la situació consisteix en tres punts: la virulència de les crítiques a Bastien-Thiry pel que fa a la política algeriana adoptada per de Gaulle, el fet que els condemnats finalment fossin perdonats excepte un, i el caràcter expeditiu de la sentència. Així, l'endemà de l'execució, a L'Express, Jean Daniel va escriure: « De fet, la inhumanitat del sobirà acaba matant els seus seguidors », mentre que Le Canard enchaîné, sota la pluma de Jérôme Gauthier, hom pot llegir : « És una vergonya que rasa les parets. També sembla una certa justícia … », seguit de : « El tinent-coronel Bastien-Thiry ha mort, no dic pas que plorem, però ploro per un nombre molt gran de francesos, fins i tot entre els més ferotges hostils a la seva causa.»

## La tesi del segrest

### Qüestionament de l'assassinat
Hi ha una tesi alternativa i controvertida que el principal objectiu de l'operació no era assassinar el president Charles de Gaulle a Clamart, sinó segrestar-lo per ser derivat al tribunal del CNR.
Aquesta tesi va ser defensada per Jean-Louis Tixier-Vignancour advocat de Bastien-Thiry per salvar la pell dels nou conspiradors presents al judici. Posteriorment, va ser presa i defensada per Agnès de Marnhac (la tercera i filla menor de Bastien-Thiry de tres anys en el moment dels fets) en el seu llibre Mon père, le dernier des fusillés editat per Michalon el 7 d'abril de 2005. Psicogenealogista i terapeuta de professió, també va recolzar una tesi basada en la psicogenealogia segons la qual "donant la seva vida, el seu pare va tornar a comprar la culpa del seu avantpassat el duc de Massa que havia enviat a l'escamot d'execució un innocent, duc d'Enghien » (afer del duc d'Enghien). Agnès de Marnhac va morir el 28 de juny del 2007 a causa d'un càncer.
La tesi del segrest és durament qüestionada i ha estat desmentida als mitjans de comunicació el 2005 (al quotidià Présent i l'emissió Tout le monde en parle) pels mateixos membres del comando del Louis Honorat de Condé, Lajos Marton i Armand Belvisi (aquest últim va ser expulsat de l'operació en l'últim moment. arran d'una disputa amb Alain de La Tocnaye).

### Qüestionament de la pertinença a l'OAS
Agnès de Marnhac també va negar l'adhesió de Bastien-Thiry a l'OAS, al·legant que el seu pare va actuar sota les ordres del CNR; no obstant això, els membres del comando disputen aquesta versió. Segons Louis Honorat de Condé: "El nostre líder no era membre de l'OAS-Algèria, sinó que pertanyia a la darrera formació de l'OAS-Métropole que es va anomenar OAS-CNR, que va succeir a Missió I, Missió II i Missió III". El cap de l'OAS-Métro era el capità Pierre Sergent i el de Mission III era André Canal dit « le Monocle ». Lajos Marton afegeix que el 1961 Bastien-Thiry va contactar amb el coronel Argoud en disgràcia deprés de la setmana de les Barricades (gener de 1960), nomenat a Metz en un càrrec "armari" on passa la major part del temps preparant el putsch que tindrà lloc el 21 d'abril de 1961. Malgrat la simpatia que li inspira Bastien-Thiry, Argoud no pot assumir el risc d'associar-lo a l'acció en curs, i molt menys proporcionar-li cap assistència per al projecte d'executar de Gaulle. No obstant això, veurà Bastien-Thiry el 1961. Ningú sap com, més tard, Bastien va prendre contacte amb Jean Bichon « antic resistent, oficial d'enllaç entre el "Vell Estat Major" i l'Alt Comandsment de l'OAS». A L' Attentat: indicatif Écho-Gabriel (1972), Armand Belvisi escriu: « jo vaig contactar amb "le Monocle" perquè em donés les armes que necessitava. Vam ser els únics a Missió III amb un gran estoc de munició. Ni el Vell Estat Major ni Jean Bichon van poder ajudar Bastien-Thiry. No tenien gairebé res. […] Vaig amagar tot això al meu estudi […] i, el 27 d'abril, amb Bernier, vaig anar a provar-los al bosc [...]. »
Després del cop d'Estat d'Alger d'abril de 1961, el general Raoul Salan va prendre el cap de l'OAS amb el seu ajudant general Edmond Jouhaud. El 25 de març de 1962, Jouhaud va ser arrestat a Orà, i el 20 d'abril de 1962 Salan va ser arrestat a Alger. Poc abans havia nomenat com a successor seu Georges Bidault a l'exili a Múnic, República Federal d'Alemanya, que va fundar la CNR-OAS amb Jacques Soustelle.

## Membres del comando Charlotte Corday
- Jean Bastien-Thiry (35 anys), àlies « Didier », tinent coronel de la força aèria, enginyer en cap de l'armament.[56]
- Alain de La Tocnaye (36 anys) àlies « Max, » tinent d'artilleria, desertor.
- Jacques Prévost (31 anys), antic sergent paracaigudista a Ðiện Biên Phủ.
- Georges Watin (29 anys), natiu d'Algèria, àlies « la boiteuse, » buscat per la policia.
- Pierre Magade (22 anys), desertor de l'exèrcit de l'aire.
- Louis Honorat de Condé (24 anys), subtinant de la reserva.
- Pascal Bertin (20 anys), estudiant.
- Lazlo Varga (20 anys), exinsurgent anticomunista de l'insurrecció de Budapest, refugiat polític hongarès en 1956.
- Lajos Marton (31 anys), exalumne pilot de l'aviació magiar, exinsurgent anticomunista de l'insurrecció de Budapest, refugiat polític hongarès en 1956.
- Serge Bernier (29 anys), antic suboficial del Batalló de Corea.
- Gyula Sári (31 anys), exsergent 2n REI de la Legió Estrangera ferit a Ðiện Biên Phủ, exinsurgent anticomunista de l'insurrecció de Budapest, refugiat polític hongarès en 1956.
- Gérard Buisines (36 anys), antic legionari.
- Alphonse Constantin (34 anys), antic legionari, desertor a la vetlla de l'atemptat.
- Armand Belvisi (37 anys), arrestat en juny de 62, en condicions espectaculars que van inspirar una de les escenes de la pel·lícula Le Complot, en la qual el paper de Belvisi és interpretat per Michel Duchaussoy; segons A. Belvisi, l'arrest que va tenir lloc a l'avinguda Victor Hugo a l'apartament d'un periodista ORTF, resultat d'un desacord amb La Tocnaye i per la denúncia de Wattin.
- Jean-Pierre Naudin (20 anys), estudiant de classe preparatòria a Saint-Cyr.
- Membres de conspiració no identificats en el moment de la instrucció i el judici:: Jean Bichon, Pierre i Jacques Sidos, Olivier Sers i, segons aquest darrer (cf. bulletin du Cercle JBT de février 2011), uns 200 còmplices.